# La Isabelina

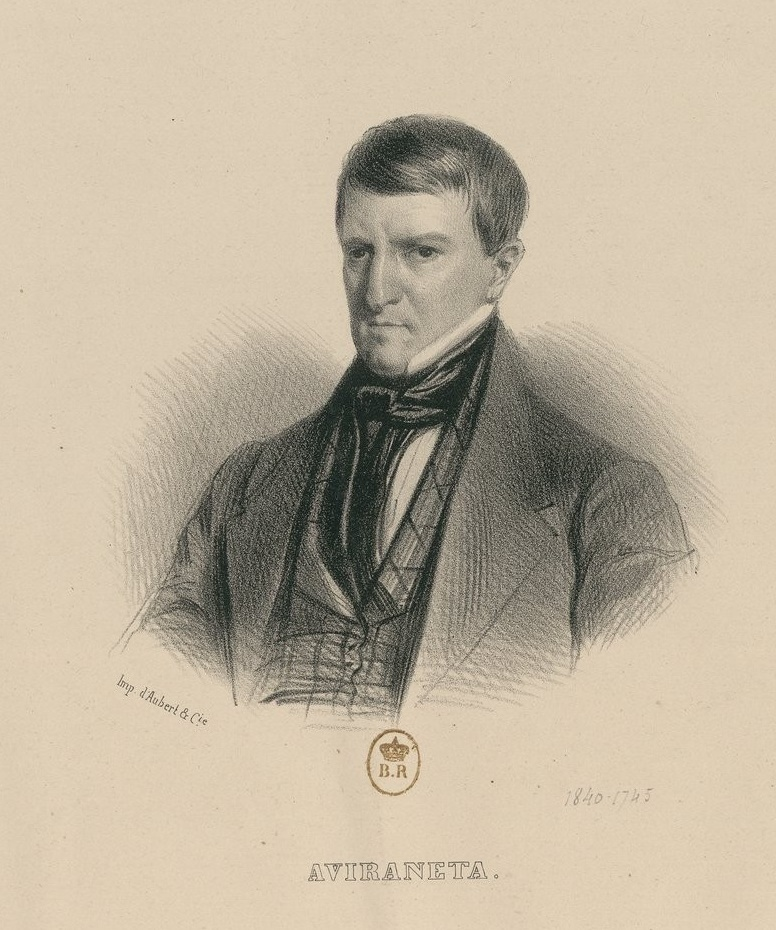
Eugenio de Aviraneta, litografía de Imp. d'Aubert & Cie. Bibliothèque nationale de France.

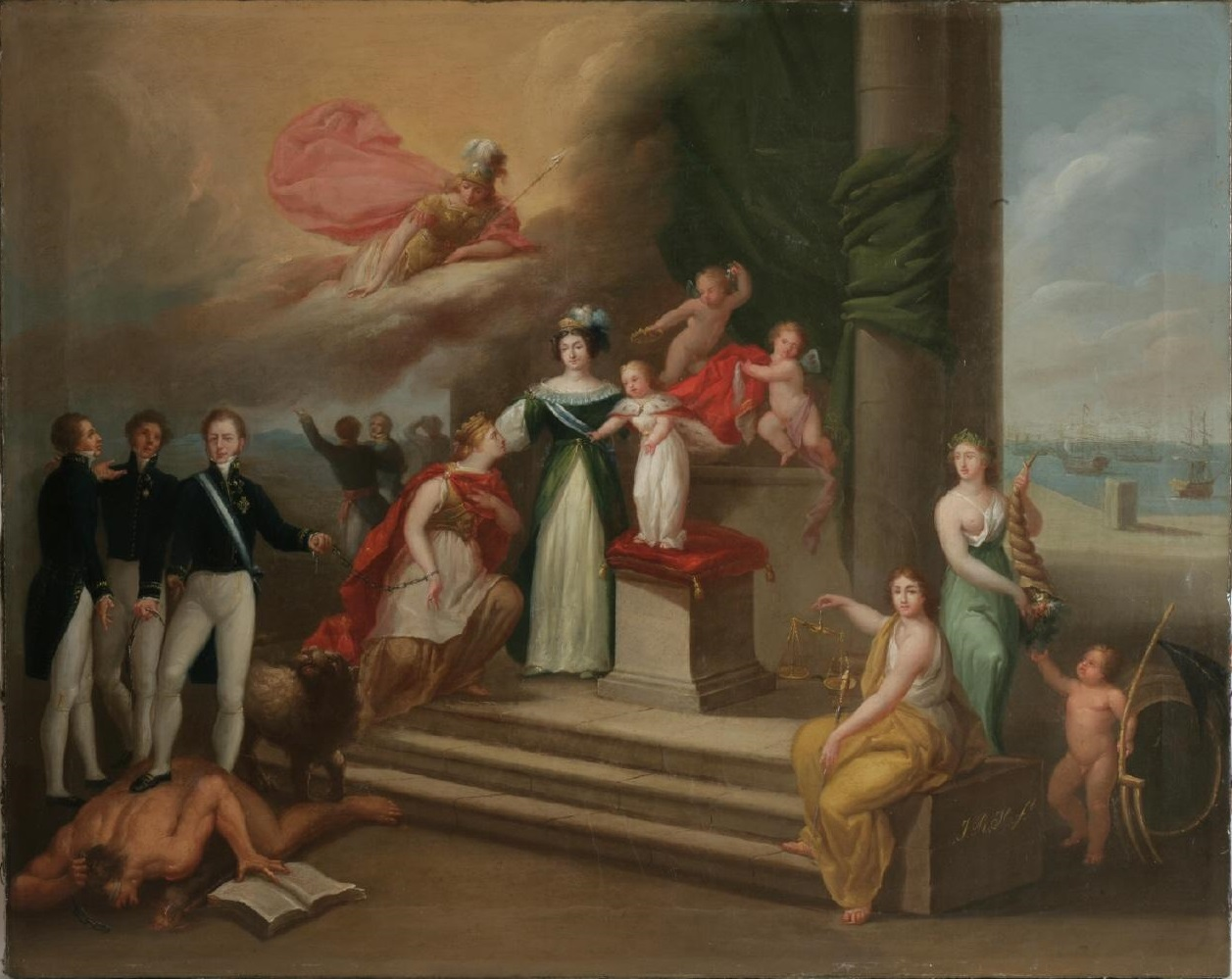
José Ribelles, Alegoría de España con la reina María Cristina e Isabel II, Madrid, Museo del Romanticismo.

La Isabelina o Confederación general de los guardadores de la Inocencia fue una sociedad secreta fundada por Eugenio de Aviraneta, en la que se integraron en su mayor parte funcionarios y militares liberales como el general José de Palafox, duque de Zaragoza, Cayetano Cardero, Juan Van Halen, Juan Romero Alpuente, Álvaro Flórez Estrada, Lorenzo Calvo de Rozas o Juan Palarea y Blanes, muchos de ellos también masones, como lo era el propio Aviraneta, o antiguos carbonarios, llegando el número de sus afiliados, según Antonio Pirala, hasta diez mil solo en Madrid.
La Isabelina comenzó a organizarse en los últimos días del reinado de Fernando VII para asegurar la sucesión al trono en la persona de Isabel II, de solo tres años, y proclamar una Constitución liberal, dotándose de una estructura clandestina en la que «los afiliados formaban triángulos para ayudarse mutuamente y escalar las más altas posiciones». Muerto Fernando VII un pequeño grupo de afiliados protagonizó un improvisado atentado contra Cea Bermúdez, frustrado al cambiar el cochero el camino que le conducía de vuelta de palacio. En enero de 1834 Aviraneta  fue detenido en Guadalajara, cuando iba camino de Barcelona, acusado de conspirar contra el gobierno de Cea Bermúdez, y fue desterrado a Santiago de Compostela, pero logró escapar de la diligencia que lo conducía antes de llegar a Valladolid y regresó clandestinamente a la corte para reanudar la actividad conspirativa.
El 1 de marzo de 1834 se firmó el acta de constitución de la asociación, dirigida por un directorio formado por siete miembros. Contrarios al Estatuto Real aprobado como carta otorgada en abril de 1834, los isabelinos presentaron a la reina gobernadora un proyecto de Constitución, según Pirala inspirado en la belga, redactado por Juan de Olavarría, y conspiraron para promover una insurrección el 24 de julio, el mismo día en que estaba prevista la apertura de las cámaras. El plan consistía en que los procuradores afiliados a la Isabelina apoyados desde las tribunas del público, cuyos asientos habrían sido copados por los afiliados a la sociedad, presentasen una moción para que el Estamento de procuradores se constituyese en Cortes presuntas. Inmediatamente, secundando el paso dado por los procuradores, se formarían barricadas en las calles por los elementos civiles de la sociedad y los militares comprometidos se levantarían en armas al mando del general Palafox, que se proclamaría capitán general de Madrid. Uno de los militares conjurados, el capitán F. Civat, que se decía edecán de Espoz y Mina y emigrado en 1823, al finalizar el Trienio Liberal, y que había logrado ganarse la confianza de los dirigentes de la sociedad, que lo habían enviado a Barcelona a organizar allí la conspiración, resultó ser, sin embargo, un infiltrado de la policía, más tarde pasado a las filas carlistas. La víspera de la insurrección, delatado por Civat, Aviraneta fue detenido en su refugio y a continuación lo fueron también de madrugada Palafox, Romero Alpuente, Calvo de Rozas y Olavarría, entre otros, y, fuera de Madrid, José María Orense.
Solo unos días antes había tenido lugar en Madrid el asesinato de varias decenas de frailes, a los que la población de los barrios bajos, los más afectados por la enfermedad, acusaba de haber extendido el cólera, y el gobierno de Martínez de la Rosa, creyendo ver un fin político en esos desórdenes, acusó a la Isabelina de estar detrás de los tumultos. Aviraneta siempre rechazó esta acusación y sostuvo que la matanza de frailes no convenía a sus objetivos, que se habían visto al contrario perjudicados al alarmar y poner en guardia a la policía contra ellos.
A los ocho días o poco después la mayor parte de los detenidos habían sido puestos en libertad, gracias, al parecer, a las contradictorias y confusas declaraciones de Aviraneta, que tan pronto acusaba a los infantes Luisa Carlota y Francisco de Paula de estar implicados en la conjura como afirmaba que todo eran proyectos fantásticos imaginados por él o amenazaba con sacar a la luz documentos comprometedores, enmarañando de tal modo la investigación que el fiscal no pudo probar nada.
Aviraneta permaneció hasta mediados de agosto de 1835 en la Cárcel de Corte, donde los presos políticos eran todos o en su mayor parte carlistas, «trabucaires catalanes y valencianos, curas, frailes, abogados y guerrilleros de la Mancha» que, contando con la connivencia del alcaide, absolutista fanático, controlaban la prisión. Incómodo y desilusionado con sus antiguos amigos, que no hacían nada por aliviar su situación, escribió al Gobierno denunciando una conspiración carlista en la cárcel y, aunque no se le diera entero crédito, logró la detención del alcaide y el traslado de los presos carlistas a la cárcel de la villa, ganando así en tranquilidad el tiempo que aún estuvo preso. El 16 de agosto, aprovechando un conato de motín, pudo finalmente fugarse y escapar a Zaragoza. La Isabelina no se extinguió por ello. En 1836, ahora dirigida por Antonio Nogueras, la sociedad se encontraba implantada en Andalucía occidental y Aviraneta, desterrado a las Canarias, extendió la sociedad a las islas. Su fin llegó con el triunfo del motín de los sargentos de La Granja —en el que es dudosa la participación de la Isabelina— que, con la restauración de la Constitución de 1812, dejó a la sociedad sin objetivos definidos, enfrentada a la masonería y dividida por rencillas internas.